# Anđelko Domazet
Fra Anđelko Domazet (Sinj, 11. rujna 1962.), hrvatski franjevac, teolog, katolički svećenik, visoki crkveni dužnosnik

## Životopis
Rodio se u Sinju, od oca Petra i majke Nevenke r. Čugura. U novicijat je stupio 11. srpnja 1981. godine. 4. listopada 1986. godine položio je svečane zavjete. U Makarskoj se zaredio za svećenika 2. travnja 1989. godine. U Sinju je 2. srpnja 1989. predslavio mladu misu. Profesor je na Katoličkom bogoslovnom fakultetu Sveučilišta u Splitu. Od 2012. do 2016. bio je definitor Franjevačke provincije Presvetog Otkupitelja. Godinu je dana obnašao službu magistra bogoslova 2014. – 2015. Bio je urednik revije Služba Božja od 2003. do 2016. godine.
Uvidjevši da nema teoloških tekstova na hrvatskome jeziku koji se izričito i sustavno bave problematikom kršćanske objave, objavio je knjigu studija u Kršćanska objava, (izdanje Službe Božje). Od akademske godine 2015./16. dekan je na Katoličkom bogoslovnom fakultetu u Splitu.